# Sponginticolidae
Sponginticolidae är en familj av kräftdjur. Sponginticolidae ingår i ordningen Siphonostomatoida, klassen Maxillopoda, fylumet leddjur och riket djur.
Familjen innehåller bara släktet Sponginticola.